# Bougie d'oreille
Pour les articles homonymes, voir Bougie (homonymie).

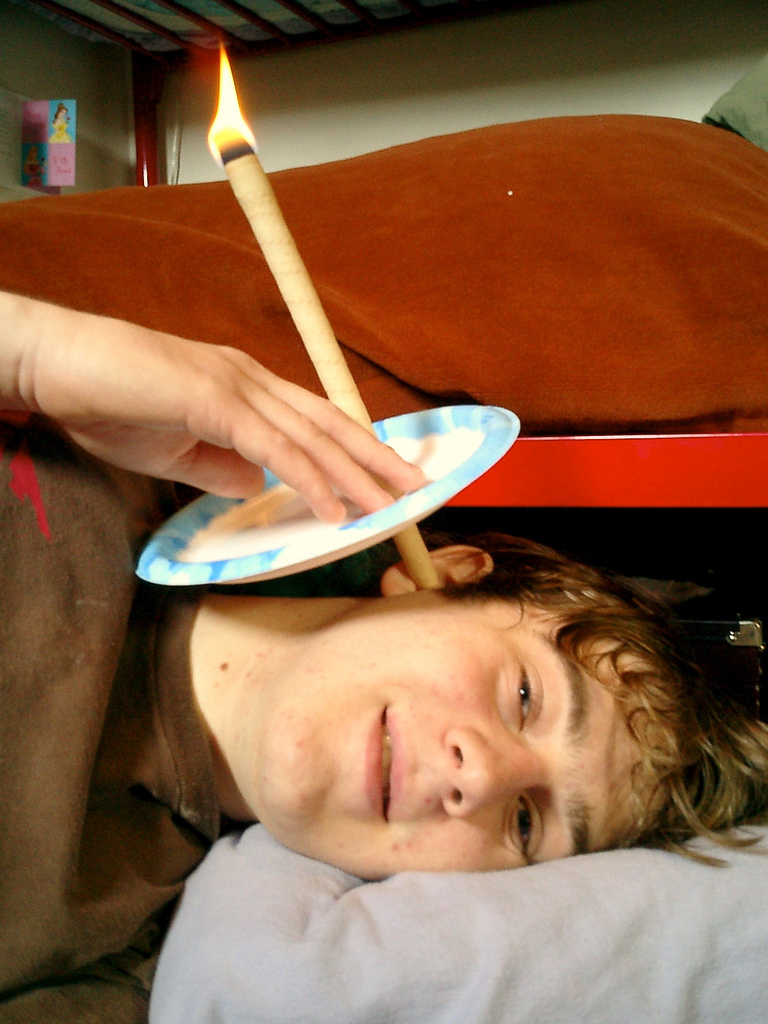
Utilisation d'une bougie d'oreille

Une bougie d’oreille, bougie auriculaire ou bougie Hopi est un tube de tissu recouvert de cire d'abeille, commercialisé comme produit d’hygiène de l’oreille humaine mais considéré comme inefficace et dangereux par les médecins otorhinolaryngologistes.
Elle se place dans le conduit auditif le temps d'une combustion complète. Cette pratique de médecine alternative, censée améliorer la santé générale et le bien-être, a été prouvée comme étant à la fois dangereuse et inefficace par la recherche médicale.

## Objectifs et fonctionnement
La bougie, creuse, se place dans le conduit auditif. Une fois allumée, l’utilisateur doit patienter environ 15 minutes. À la fin, le tube contient une substance brunâtre. La combustion est supposée créer une aspiration du cérumen. Or, une analyse en laboratoire de la substance restant dans le tube après utilisation montre qu’il ne s’agit pas de cérumen, mais seulement de la cire de la bougie. 

## Vérification scientifique des effets supposés
Les différents effets vantés par les promoteurs de ces bougies ont été testés par diverses expériences scientifiques. Toutes ont montré que les croyances autour de cette pratique sont fausses,,,.

### Expériences scientifiques ciblées
Deux explications sont avancées par les partisans de la bougie d'oreille :
- la combustion de la bougie créerait une aspiration, permettant au cérumen et aux bactéries de remonter le long du canal auditif ;
- la combustion de la bougie réchaufferait le cérumen qui pourrait ainsi fondre et être évacué quelques jours plus tard.

Concernant la première hypothèse, l'étude de 1996 de Seely et al. portant sur l'efficacité et la sécurité de l'utilisation de bougies d'oreilles démontre qu'aucune aspiration n'est provoquée par la bougie. Les résidus retrouvés dans le canal ont été analysés par chromatographie à gaz et par spectrométrie de masse. Il s'agit en réalité uniquement de résidus provenant de la combustion de la bougie. Aucune trace (même infime) de cérumen ne fut identifié dans ces résidus.
Concernant la seconde hypothèse, une expérience menée en 2007 au Canada a mesuré la température de la base de la bougie, pendant que celle-ci brûlait. La température la plus haute relevée est de 22 °C, soit bien en dessous de la température corporelle qui varie entre 36,1 et 37,8 °C.
L'étude conclut donc à l'impossibilité pour une bougie d'oreille de faire fondre le cérumen. 
Les deux hypothèses sont donc scientifiquement invalidées.

### Analyse scientifique plus générale
1. Le cérumen est une substance collante. Pour pouvoir la décoller par aspiration, il faudrait une dépression tellement forte qu'elle en crèverait le tympan[9].
2. Le canal auditif n'est pas en contact avec le reste du corps, pour la simple et bonne raison qu'il se termine par une membrane imperméable : le tympan. Il est donc impossible d'agir sur le cerveau, le nez, le système lymphatique... à partir de l'oreille (sauf dans le cas où le tympan serait percé).
3. Le cérumen[10] est une substance naturelle, sécrétée par l'oreille elle-même et sert à nettoyer le canal auditif et à le lubrifier (et ainsi éviter l'asséchement et la démangeaison de la peau à l'intérieur du canal). Il est également antibactérien et antifongique. Il est utile à l'entretien du canal auditif. Il n'est donc pas nécessaire de le retirer.

## Risques et dangers de l’utilisation
Au lieu de d’enlever du cérumen de l’utilisateur, la bougie peut au contraire ajouter de la cire, aggravant l’éventuel bouchon.
En 1996, une enquête, menée auprès de 122 ORL, fait état de 21 blessures causées par l’usage de ces bougies : 13 brûlures du pavillon ou du conduit auditif externe, 7 obstructions (partielle ou totale) du canal auditif par de la cire provenant de la bougie et une perforation du tympan. De plus, 6 de ces 21 blessés ont perdu temporairement l'audition.

## Origines
L'affirmation d'un fabricant, selon laquelle les bougies d'oreille seraient originaires du peuple des Hopis, est fausse.